# HSG Mimmenhausen-Mühlhofen
Die Handball Spielgemeinschaft Mimmenhausen – Mühlhofen ist eine Handballspielgemeinschaft in der Region des Bodensees und Linzgaus, die sich seit 1999 aus den beiden Handballabteilungen der Vereine TSV Mühlhofen und TSV Mimmenhausen zusammensetzt.

## Geschichte

### TSV Mimmenhausen
Der TSV Mimmenhausen wurde am 3. September 1899 gegründet. Seit der Gründung der Handballabteilung im Jahre 1929 ist diese die größte Abteilung des Vereins.
Höhepunkte:
- 1977/78 Spielklasse Herren 1 Oberliga
- 1988–91 Aufstieg Herren 1 Bezirksklasse bis in die Verbandsliga
- 1987–89 Spielklasse Damen 1 Oberliga

### TSV Mühlhofen
Diese Abteilung spielte seit 1931 Feldhandball, bis sie 1971 aufgrund einer nicht vorschriftsgemäßen Turnhalle aufgelöst wurde. Der Spielbetrieb wurde ab 1980 wieder aufgenommen und Mühlhofen erhielt 1996 eine neue Turnhalle.

### Zusammenlegung
Aufgrund rückläufiger Spielerzahlen und des Wunsches, dem jeweils anderen Verein die Jugendlichen nicht abzuwerben, wurden die Jugendabteilungen 1999 zusammengelegt.
Nach einem Jahr der SG im Jugendbereich wurden schrittweise auch die Damen und Herren zur HSG MM zusammengeschlossen.

## Verein
Der Verein HSG Mimmenhausen-Mühlhofen unterhält verschiedene Aktive- und Jugendmannschaften. In der Männerabteilung gibt es jeweils die männliche F- bis A-Jugend sowie zwei Herrenmannschaften. Die Abteilung der Frauen besteht aus je einer E- bis A-Jugend sowie zwei Damenmannschaften.

## Veranstaltungen
Zur Freude der Handballfans der Umgebung gelingt es der HSG MM immer wieder, „Handballhochkaräter“ in den Linzgau zu locken.
So fanden schon zahlreiche Vorbereitungsspiele zwischen Bundesligisten oder Spiele zwischen höherklassigen Teams und der HSG MM statt.
Zu Gast waren dabei unter anderem in den letzten Jahren Frisch Auf Göppingen, TBV Lemgo oder HBW Balingen-Weilstetten.
Neben dem Rundenbetrieb organisiert die HSG Mimmenhausen-Mühlhofen in den Gemeinden Salem und Uhldingen-Mühlhofen noch andere Veranstaltungen.
So nimmt die HSG MM unter anderem am Kreisfamilienfest teil, bewirtet einen Stand auf dem Weihnachtsmarkt in Salem, ist über den Stammverein TSV Mühlhofen auf dem Uhldinger Hafenfest und am Pfahlbau-Marathon vertreten.
Der größte von der HSG MM organisierte Veranstaltung war der Schlosssee-Cup in Salem. Bei diesem Freiluftrasenturnier nahmen bis zu 100 Mannschaften auf dem Spielfeld teil. Nach der 26. Veranstaltung 2016 wurde der Schlosssee-Cup eingestellt.

## Bekannte ehemalige Spieler
Markus Baur spielte am Anfang seiner Karriere beim TSV Mimmenhausen.
Michael Binder spielte in der Jugend beim TSV Mimmenhausen.